# Bernard Curry
Bernard Curry es un actor australiano conocido por haber interpretado a Luke Handley en la serie Neighbours y a Hugo Austin en la serie Home and Away.

## Biografía
Bernard es hermano de los actores Stephen Curry y Andrew Curry, también tiene una hermana llamada Margaret Curry y un hermano más.
El 23 de noviembre de 2009 Curry anunció que él y su pareja Sonya Bohlen están esperando a su primer hijo juntos.
En febrero del 2010 anunció que el bebé que están esperando es un niño. En mayo del 2010 tuvieron su primer hijo, Fox Curry.

## Carrera
De 1995 a 1996 se unió al elenco de la aclamada serie australiana Neighbours, donde interpretó al policía Luke Handley. Cuando escuchó que Danni Sark había sido diagnosticada con malaria, tomó el siguiente avión para Malasia, en donde se quedó con ella.
En 2005 regresó para hacer una pequeña aparición especial durante el documental de Annalise Hartman acerca del 20 aniversario de Ramsay Street.
En 2002 se convirtió en el coescritor y actor de la serie de comedia de la ABC, Flipside.
En 2005 se unió al elenco de la película de drama Puppy, donde interpretó a Aiden, un conductor que después de rescatar a Liz de intentar suicidarse la secuestra y la lleva a su alejada granja, donde la convence de que es su esposa y que ella lo abandonó años atrás.
En 2009 se unió a la exitosa serie dramática australiana Home and Away donde interpretó a Hugo Austin, el hijo mayor de Gina Austin y sobrino de Tony Holden. A finales de 2009 Hugo se fue de Bay cuando entró a protección a testigos, sin embargo se escapó de esta y en el 2010 regresó a la bahía y el 9 de junio del mismo año Hugo se fue de nuevo de Summer Bay, después de huir. Ese mismo año firmó para conducir la primera temporada del programa Beauty and the Geek Australia y en octubre de 2010 condujo la segunda temporada del programa.
En 2013 apareció en un episodio de la serie norteamericana Hit the Floor donde interpretó a Jesse Reade.
Ese mismo año apareció como invitado en la popular serie norteamericana Once Upon a Time donde interpretó al capitán Liam Jones, el hermano de Killian Jones más conocido como el capitán Hook (Colin O'Donoghue), papel que volvió a interpretar en el 2016.
En 2014 apareció como invitado en la primera temporada de la serie norteamericana Ravenswood donde dio vida a Jamie Doyle, el padre de Caleb Rivers (Tyler Blackburn). La serie es el spin-off de la popular serie "Pretty Little Liars".
En el 2015 apareció como invitado en un episodio de la serie Mistresses donde interpretó al mesero Joe, ese mismo año apareció como personaje recurrente de la segunda temporada de la serie Faking It donde dio vida al director del "Hester High": George Turner.
En el 2016 se anunció que Bernard se había unido al elenco principal de la nueva temporada de la serie Wentworth donde dará vida a Jake Stewart, un oficial de la correccional.

## Filmografía

### Series de televisión
| Año                     | Serie                          | Personaje           | Notas                                                                   |
| ----------------------- | ------------------------------ | ------------------- | ----------------------------------------------------------------------- |
| 2016 - presente         | Wentworth                      | Jake Stewart        | 28 episodios                                                            |
| 2017                    | Sunshine                       | Dean Simic          | 2 episodios - miniserie                                                 |
| 2017                    | Blindspot                      | Lawrence            | 2 episodios                                                             |
| 2017                    | Hoges                          | Paul Hogan          | 2 episodios - miniserie                                                 |
| 2013, 2016              | Once Upon a Time               | Cap. Liam Jones     | 2 episodios                                                             |
| 2015                    | Faking It                      | George Turner       | 7 episodios                                                             |
| 2015                    | Mistresses                     | Joe                 | episodio "Love Is an Open Door"                                         |
| 2014                    | CSI: Crime Scene Investigation | Calvin Tate         | episodio "Dead Rails"                                                   |
| 2014                    | Ravenswood                     | Jamie Doyle         | episodio "Home Is Where the Heart Is (Seriously Check the Floorboards)" |
| 2013                    | Hit the Floor                  | Jesse Reade         | 5 episodios                                                             |
| 2013                    | Pretty Little Liars            | Jamie               | 3 episodios                                                             |
| 2012                    | NCIS                           | Shamus Quinn        | episodio "Lost at Sea"                                                  |
| 2009, 2010              | Home and Away                  | Hugo Austin         | 430 episodios                                                           |
| 2009                    | Satisfaction                   | Jack                | 4 episodios                                                             |
| 2008                    | Packed to the Rafters          | Vishnu              | 2 episodios                                                             |
| 2008                    | Out of the Blue                | Nate Perrott        | 10 episodios                                                            |
| 1994, 2003 - 2004, 2006 | Blue Heelers                   | Andrew Gilfillan    | 4 episodios                                                             |
| 1995 - 1996, 2005       | Neighbours                     | Luke Handley        | 33 episodios                                                            |
| 2003                    | MDA                            | Troy Dalmer         | episodio "Bigger Fish to Fry"                                           |
| 2003                    | CrashBurn                      | Glenn               | episodio "The Treeman Show"                                             |
| 2002                    | Flipside                       | Varios Characters   | 8 episodios                                                             |
| 2001                    | Stingers                       | Doctor James Steele | episodio "Just Another Day"                                             |
| 2000                    | Something in the Air           | Sean Wright         | 3 episodios                                                             |
| 2000                    | Sit Down, Shut Up              | Greg Ilyich         | episodio "Time Capsule"                                                 |
| 1999                    | Thunderstone                   | Funky Dave          | episodio "Disco Fever"                                                  |
| 1998                    | State Cornoner                 | Nigel Arrowsmith    | episodio "Into the Fire"                                                |
| 1998                    | The Genie from Down Under 2    | Príncipe Umberto    | episodio "The Photo Opportunity"                                        |
| 1998                    | Raw FM                         | Gary                | episodio "One"                                                          |
| 1994                    | Law of the Land                | Craig Berryman      | episodio "And Baby Makes Two"                                           |
| 1994                    | Time Trax                      | Viejo Bill          | episodio "A Close Encounter"                                            |
| 1993                    | Snowy                          | Michael Logan       | 13 episodios                                                            |

### Películas
| Año  | Título                           | Personaje              | Notas                                                                                     |
| ---- | -------------------------------- | ---------------------- | ----------------------------------------------------------------------------------------- |
| 2014 | Almost Broadway                  | Zac                    | junto a Diane Farr, Currie Graham & Cameron Daddo                                         |
| 2013 | Bordering on Bad Behavior        | Baz                    | junto a Oz Zehavi, Kym Jackson & Leon Clingman                                            |
| 2013 | Killer Reality                   | Jack Silverman         | junto a Annie Ilonzeh, Parker Young, Lola Glaudini, Brandon Jones & Aubrey O'Day          |
| 2007 | The King                         | John Wesley            | junto a Stephen Curry, Steve Bisley, Shaun Micallef, Beau Brady & Jane Allsop             |
| 2005 | Puppy                            | Aiden                  | junto a Nadia Townsend, Terence Donovan & Andy McPhee                                     |
| 2002 | The Junction Boys                | Johnny Hayes           | junto a Fletcher Humphrys, Ewen Leslie, Luke Ford, Andy Anderson & Josef Ber              |
| 2002 | The Road from Coorain            | Bob                    | junto a Juliet Stevenson, Richard Roxburgh, John Howard & Felix Williamson                |
| 2001 | Abschied in den Tod              | Jerome Delaunay        | junto a Craig McLachlan & Brett Tucker                                                    |
| 2001 | Blonde                           | Asistente del Director | -                                                                                         |
| 2000 | The Dish                         | Reportero de Noticias  | junto a Sam Neill, Billy Mitchell, Roy Billing, Roz Hammond, Denise Roberts & Bille Brown |
| 1994 | Halifax f.p: Words Without Music | Adam Lawler            | junto a Rebecca Gibney                                                                    |

### Escritor y compositor
| Año  | Título   | Notas                                                           |
| ---- | -------- | --------------------------------------------------------------- |
| 2002 | Flipside | 7 episodios - junto a sus hermanos Stephen Curry & Andrew Curry |

### Apariciones
| Año                | Programa                      | Notas                             |
| ------------------ | ----------------------------- | --------------------------------- |
| 2009 - presentador | Beauty and the Geek Australia | 15 episodios - presentador & juez |